# قصاب‌ذالکان
قصاب ذالکان، روستایی است از توابع بخش مرکزی شهرستان بابل در استان مازندران ایران.

## موقعیت جغرافیایی
روستای قصاب ذالکان در شهرستان بابل، بخش مرکزی، دهستان اسبوکلا واقع شده است و فاصلهٔ آن تا شهر بابل ۱۳ کیلومتر می‌باشد.
به لحاظ موقعیت جغرافیایی این روستا در طول (۵۲ درجه و۳۶ دقیقه و ۰۵ ثانیه) و در عرض (۳۶درجه و۲۷ دقیقه و ۳۰ ثانیه) می‌باشد. ارتفاع این روستا از سطح دریا ۵۰ متر می‌باشد و به لحاظ موقعیت نسبی این روستا در پهنه جلگه‌ای واقع شده است.

## نام مکانهای مستقل، مراتع و مزرعه‌ها
تازه آباد
درویش محله
آیش ۲۰ هکتاری شهید محمدنژاد (مرتع)
آیش بالا خرابه
آیش بالا و پایین اربابی
درزی ملک
ملا آقا ملک
هلوم سر آیش
آیش گرد سه گیری
آیش بالا و پایین رودبار

## جمعیت
این روستا در دهستان اسبوکلا قرار دارد و براساس سرشماری مرکز آمار ایران در سال ۱۳۸۵، جمعیت آن ۴۳۲ نفر (۱۲۰خانوار) بوده‌است.